# Malgaszomysz
Malgaszomysz (Nesomys) – rodzaj ssaków z podrodziny malgaszomyszy (Nesomyinae) w obrębie rodziny malgaszomyszowatych (Nesomyidae).

## Zasięg występowania
Rodzaj obejmuje gatunki występujące endemicznie na Madagaskarze.

## Morfologia
Długość ciała (bez ogona) 170–203 mm, długość ogona 160–191 mm; masa ciała 135–243 g.

## Systematyka
Rodzaj zdefiniował w 1870 roku niemiecki zoolog Wilhelm Peters w artykule poświęconym opisowi nowego rodzaju myszowatych z Madagaskaru, opublikowanym w czasopiśmie Sitzungsberichte der Gesellschaft Naturforschender Freunde zu Berlin. Gatunkiem typowym jest (oznaczenie monotypowe) malgaszomysz rdzawa (N. rufus).

### Etymologia
- Nesomys: gr. νησος nēsos ‘wyspa’ (tj. Madagaskar); μυς mus, μυος muos ‘mysz’[8].
- Hallomys: gr. ἁλλομαι hallomai ‘skakać’; μυς mus, μυος muos ‘mysz’[9]. Gatunek typowy (oznaczenie monotypowe): Hallomys audeberti Jentink, 1879.

### Podział systematyczny
Do rodzaju należą następujące występujące współcześnie gatunki:
| Grafika | Gatunek            | Autor i rok opisu   | Nazwa zwyczajowa          | Podgatunki         | Rozmieszczenie geograficzne                                              | Podstawowe wymiary                              | Status IUCN |
| ------- | ------------------ | ------------------- | ------------------------- | ------------------ | ------------------------------------------------------------------------ | ----------------------------------------------- | ----------- |
|         | Nesomys rufus      | W. Peters, 1870     | malgaszomysz rdzawa       | gatunek monotypowy | północno-wschodnie, centralne i wschodnie wilgotne niziny i lasy górskie | DC: 17–20 cm DO: 16–18 cm MC: 135–185 g         | LC          |
|         | Nesomys audeberti  | (Jentink, 1879)     | malgaszomysz białobrzucha | gatunek monotypowy | od półwyspu Masoala na południe do Manantantely (w pobliżu Tôlanaro)     | DC: 19,5–20 cm DO: 16,9–17,3 cm MC: 193–239 g   | LC          |
|         | Nesomys lambertoni | G. Grandidier, 1928 | malgaszomysz zachodnia    | gatunek monotypowy | regiony wapienne na obszarze Tsingy de Bemaraha                          | DC: 18,9–19,5 cm DO: 18,3–19,1 cm MC: 225–243 g | EN          |

Kategorie IUCN:  LC  – gatunek najmniejszej troski,  EN  – gatunek zagrożony.
Opisano również gatunek wymarły z późnego plejstocenu i holocenu Madagaskaru:
- Nesomys narindaensis Mein, Sénégas, Gommery, Ramanivosoa, Randrianantenaina & Kerloc’h, 2010